# 루 브록
루이스 클라크 "루" 브록(Louis Clark "Lou" Brock, 1939년 6월 18일 ~ 2020년 9월 6일)은 미국의 프로 야구 선수로 외야수였다. 그는 1961년 시카고 컵스와 함께 자신의 19년간 메이저 리그 베이스볼 경력을 시작했으나 세인트루이스 카디널스를 위하여 좌익수로서 자신의 빅 리그 경력의 다수를 보냈다. 브록은 미국 야구 명예의 전당 (1985년)과 세인트루이스 카디널스 명예의 전당 (2014년)으로 헌액되었다. 그는 카디널스를 위하여 특별 강사 코치였다.
브록은 자신의 도루로 가장 잘 알려졌으며 타이 콥의 사상 메이저 리그 경력 도루 기록과 모리 윌스의 싱글시즌 기록을 깼다. 브록은 6개의 시즌 동안 올스타이자 8개의 시즌 동안 내셔널 리그 도루 지도 선수였다. 그는 1968년 2루타와 3루타에서 내셔널 리그를 이끌었다. 그는 또한 1972년 1루타에서 내셔널 리그를 이끌기도 했으며 1974년 내셔널 리그 MVP를 위하여 준우승자였다.

## 어린 시절
아칸소주 엘도라도에서 물납 소작인의 가족 자식들 중 한 명으로 태어났다. 그의 가족은 브록이 2세였을 때 루이지애나주 콜린스턴으로 이주하였다. 그의 가족이 돈이 많지 않았을 때 그는 "만약 당신이 뭐가 없다면 그것을 놓치지 않는다." 때문에 자신이 전혀 가난하지 않은 것을 느꼈다고 말했다. 브록은 재키 로빈슨, 돈 뉴콤브와 로이 캄파넬라를 포함한 브루클린 다저스의 팬으로 자라왔다. 자신이 11등급에 도달할 때까지 조직적 야구에서 활약하지 않았어도 그는 카디널스 라디오 방송인 해리 캐레이가 본루에서 메이저 리그 타자들이 서있던 방향을 묘사하는 것을 들은 것으로부터 스포츠에 관하여 많이 배웠다. 루이지애나주 머루지에 있는 고등학교에서 수학한 후, 그는 배턴루지에 있는 서던 대학교에 수학하러 학문적 보조를 받았으나 자신의 첫학기에서 낮은 등급이 그의 장학금을 잃는 가능성을 의미했을 때 그는 스포츠 장학금을 보증하기 위하여 대학 야구 팀을 위하여 시도하기로 결정하였다.

## 야구 경력

### 대학과 마이너 리그
브록은 대학 야구의 자신의 첫 해에 .189의 타구 평균을 쳤으나 이어진 해에 .500의 평균으로 향상시켰다. 서던 대학교는 그의 주니어 해 동안 국립 대학간 스포츠 협회의 야구 챔피언십을 우승하였고, 브록은 1959년 팬아메리칸 게임에서 미국 야구 국가대표팀을 위하여 선발되었다. 브록이 프로 야구 경력을 시도하기로 결정했을 때 그는 카디널스를 위하여 시도하는 데 세인트루이스로 떠났으나 그를 추천한 스카우트는 레이 워시번을 계약하는 데 시애틀에 있었다. 그러고나서 그는 1960년 그를 아마추어 자유 계약 선수로서 계약을 맺은 시카고 컵스를 위하여 시도하는 데 결정하였다. 세인트클라우드 락스를 위하여 활약하는 데 지정된 브록은 .361의 타구 평균과 함께 노던 리그 타구 챔피언십을 우승하였다.

### 시카고 컵스

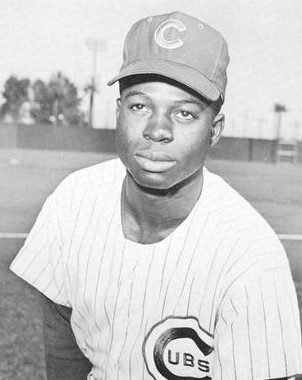
1964년의 브록

브록은 1961년 9월 10일 22세의 나이로 컵스와 함께 자신의 메이저 리그 데뷔를 하였다. 1962년 자신의 루키 시즌에서 브록은 뉴욕에 있는 옛 폴로 그라운드에서 1923년 그 재건 이래 센터 외야석으로 홈런을 치는 데 4명의 선수들 중에 하나가 되었다. 뉴욕 메츠를 상대로 6월 17일 더블헤더의 첫 경기에서 그의 돌풍이 앨 잭슨을 상대로 왔고 매우 다음날 행크 에런의 것이 오면서 연속적 날들에 벽을 넘은 2개 중에 하나였다. 조 애드콕은 1953년 그 벽을 넘은 공을 치는 데 첫 선수였다. 베이브 루스는 재건 전에 옛 외야석에 도달하였다. 브록은 자신이 강력 타자가 되는 데 열망했어도 그것으로서 알려지지 않았다.
브록은 위대한 속력과 주루 본능들을 가졌으나 어린 우익수는 컵스의 감독에게 인상을 주는 데 실패하여 자신의 첫 2개의 시즌에 .260의 평균 만을 합쳐 타구하였다. 1964년 자신의 개발과 함께 인내심을 잃은 후, 컵스는 브록을 포기하여 그를 세인트루이스 카디널스와 거래의 일부로 만들었다. 6월 15일 투수 어니 브로글리오의 마감 거래는 브록, 잭 스프링, 폴 토스가 브로글리오, 보비 섄츠와 더그 클레멘스를 위하여 카디널스를 향하는 것을 보았다. 카디널스의 총지배인 빙 데빈은 팀의 속력을 늘이고 1964년 좌익수 스탠 뮤지얼의 은퇴 후 분투하고 있었던 카디널스의 정렬을 단결시키는 데 카디널스의 감독 조니 킨의 강조와 함께 명확하게 브록을 추구하였다. 당시 많은이들은 거래가 컵스를 위하여 노상 강도였다고 생각하였다. 브로글리오는 4년 일찍이 우승에서 내셔널 리그를 이끌었고, 이적 전에 한 시즌에 18개의 경기를 우승하였다.

### 세인트루이스 카디널스

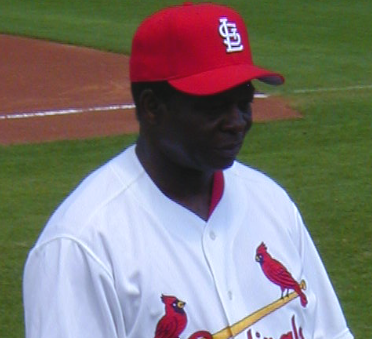
2005년 봄 훈련에서 카디널스와 함께

브록이 카디널스를 이적된 후, 그의 경력은 크게 돌아섰다. 그는 좌익수로 옮겨 1964년 시즌의 나머지를 위하여 .348 점을 타구하고 33개의 도루를 이루었다. 이적 당시 카디널스는 28 승 31 패로 내셔널 리그에서 8위에 있었으며 27 승 27 패로 6위에 있었던 컵스 마저 추적하였다. 브록은 시즌의 마지막 날에 카디널스가 내셔널 리그 페넌트를 포획하는 데 뒤에서 폭풍을 일으키는 도움을 주었다. 브록의 이적이 있던 4개월 후에 카디널스는 16년의 세월에 자신들의 14번째 월드 시리즈에 나왔던 우승 후보 뉴욕 양키스에 7개의 경기에서 1964년 월드 시리즈를 우승하였다. 카디널스의 챔피언십 시즌으로 브록의 공헌들은 1964년 내셔널 리그 MVP 상을 위한 투표에서 그가 10위를 했을 때 인정되었다. 그 동안 브로글리오는 1966년 시즌 후에 야구로부터 은퇴하기 전에 컵스를 위하여 7개만의 경기를 우승하였다. 오늘까지 브로글리오를 위한 브록의 이적은 야구 역사상 가장 일방적인 거래들 중의 하나로 숙고되었다.
1966년 브록은 74개의 도루와 함께 내셔널 리그의 도루 챔피언으로서 모리 윌스의 6년 통치를 끝냈다. 데이비드 홀버스탬의 저서 〈1964년 10월〉에서 저자는 도루들의 호의에서 홈런을 치는 것을 잊는 데 조니 킨 감독이 브록에게 의문한 것을 진술하였다. 브록은 1966년과 1974년 사이에 9년 기간 안에 8번 도루에서 내셔널 리그를 이끌러 갔다 (전 동료 선수 보비 톨란은 1970년 도루에서 리그를 이끌었다).
브록은 시즌의 첫 4개의 경기에서 5개의 홈런을 치면서 1967년 시즌을 시작하여 그렇게 하는 데 첫 선수가 되었다 (2002년 배리 본즈가 이 기록을 동점 매겼다). 그는 1967년 올스타 경기에서 내셔널 리그를 위하여 출발 좌익수로서 역할을 얻는 데 6월 중순까지 .328의 평균을 위하여 타구를 치고 있었다. 중반 시즌의 부진을 통하여 고통을 겪은 그는 카디널스가 내셔널 리그 페넌트를 우승하면서 도루와 매긴 득점들에서 리그를 이끈 동안 경력 사상 206개의 안타와 .299의 타구 평균과 함께 시즌을 끝내는 데 회복되었다. 브록은 같은 시즌에 50개의 도루를 이루고 20개의 홈런을 치는 데 첫 선수가 되었다. 1967년 월드 시리즈에서 브록은 .414의 평균을 위하여 타구하고, 8개의 득점을 매겨 카디널스가 7개의 경기에서 보스턴 레드삭스를 꺾으면서 7개의 도루와 함께 월드 시리즈 기록을 세웠다.
카디널스는 브록이 2루타와 3루타에서는 물론 도루에서 다시 한번 리그를 이끌면서 1968년 2연속 해를 위하여 내셔널 리그 페넌트를 우승하였다. 디트로이트 타이거스를 상대로 1968년 월드 시리즈에서 브록은 3번째 경기에서 3개의 도루를 가졌고, 카디널스가 타이거스에 3개의 경기에 하나의 우월을 쌓으는 도움을 주는 데 4번째 경기가 열린 동안 2루타, 3루타, 홈런과 4개의 득점을 공헌하였다. 카디널스는 2연속 월드 시리즈를 우승하는 직전에 있는 것으로 나와 3 대 2의 선두와 함께 5번째 경기의 5번째 이닝으로 들어갔다. 브록의 주루 실력들이 이전 4개의 경기에서 요인으로 증명되었어도 그의 경솔은 카디널스에 득점을 들게 했을 것이다. 브록이 2루타를 친 후에 그는 좌익으로 훌리안 하비에르의 1루타에 서 득점하는 데 노력하였으나 윌리 호턴이 본루로 강한 투구와 함께 그를 외부로 던져버렸다. 미키 롤리치가 타이거스를 위하여 경기를 우승하는 데 최종 8번째 이닝을 위하여 카디널스를 완봉하면서 7번째 이닝에서 타이거스는 3개의 득점을 위하여 집결하였다. 7번째 경기에서 브록은 자신이 롤리치에 의하여 본루에서 뽑혔을 때 또다른 중대한 실수를 가져 가능한 카디널스의 집결을 지치게 하였다. 타이거스는 시리즈를 우승하는 데 롤리치의 가장 좋은 투구의 뒤로 3 대 1로 떨어진 것으로부터 집결하였다. 브록은 다시 한번 7개의 도루를 이루어 시리즈에서 지도적인 타자였으며 6개의 득점과 5개의 타점과 함께 .464의 타구 평균을 공표하였다.
1969년에 시작으로 브록은 19개 혹은 더 나은 안타와 함께 6개의 연속적 시즌을 산출하였다. 그는 .405의 타구 평균과 8개의 도루와 함께 1971년 5월 자신의 경력에서 3번이 첫번째로 "이번 달의 내셔널 리그 선수"로 임명되었다. 1973년 8월 그는 자신의 시즌의 50번째 도루를 이루었을 때 타이 콥에 의하여 세워진 기록을 깨 하나의 시즌에서 자신이 50개 혹은 이상의 도루를 가진 것으로 특정을 지었다. 브록은 1974년 8월 자신의 2번째 "이번 달의 내셔널 리그" 상을 수상하여 .500 아래로 강타한 선수에게 주어진 상으로 4개 만의 중에 하나로 특정을 지었다.
1972년 브록은 선두 타자의 거리를 최대화하는 데 노력하는 대신 약간의 기세로 시작하는 것에 전념하면서 모리 윌스의 방법에 향상시켰다. 또한 팀의 성공에 사실로서 도루가 과대 평가되는 경향이 있는 것을 유지하는 이후의 스포츠 일러스트레이티드 기사는 "브록이 굴러가는 시작을 개척하였다."고 진술한다.

### 도루 기록
1974년 9월 10일 브록은 2루의 첫 이닝 도루와 함께 윌스의 104개의 싱글 시즌 도루 점수를 동점 매겼고, 그러고나서 7번째 이닝에서 2루의 또다른 강타와 함께 기록의 단독 소유를 사로 잡았다. 그는 118개 도루의 새로운 메이저 리그 싱글 시즌 기록과 함께 시즌을 끝냈다. 브록은 1974년 내셔널 리그 MVP 상을 위한 비밀 투표에서 스티브 가비에 밀려 2위를 하였다.
1977년 8월 29일 SDCCU 스타디움에서 열린 샌디에이고 파드리스를 상대로 브록은 자신이 타이 콥의 892개 도루의 경력 기록을 깼을 때사상 메이저 리그 도루 지도 선수가 되었다. 기록은 야구 역사상 가장 영속성 있는 것들 중의 하나로 지내왔으며 베이브 루스의 714개의 경력 홈런 기록처럼 어떤 업저버들에 의하여 깨질 수 없는 것으로 숙고되어 왔다. 브록은 총 1,406개를 도루하러 간 오클랜드 애슬레틱스의 리키 헨더슨에 의하여 깨졌던 1991년 5월 31일까지 이 기록을 보유하였다.
브록은 최고의 도루와 출발 카디널스 집결들로 가장 잘 알려졌다. 그는 윌스의 도루 방법을 싫어하여 대신 그의 리드들을 단축하여 열심히 간 것으로 말해졌다. 그는 또한 경기 영화들의 초기 학생이기도 하였다. 1964년 브록은 자신이 개척할 수 있던 약점을 인지하는 데 그들의 투구 자세와 견제구 동작들을 배우는 데 더그아웃으로부터 투수들을 반대하는 영화 카메라를 취득하여 영화를 찍었다.

### 3000 안타 클럽
브록은 1978년 시즌에서 일찍이 타구 폭락으로 떨어져 좌익수의 직업을 잃었다. 하지만 그는 자신의 출발 직업을 다시 얻는 데 .345의 타구 평균과 함께 1979년 봄 훈련 동안 저항하였다. 브록은 자신이 .433의 타구 평균을 산출했을 때 그해 5월 그 달을 위하여 "이번달의 선수"로 임명되었다.
1979년 8월 13일 브록은 자신을 이적시킨 시카고 컵스를 상대로 3000개 안타 상승 단계를 도달하는 데 메이저 리그 베이스볼 역사상 14번째 선수가 되었다. 대략 1달 후에 칼 야스트렘스키가 똑같은 상승 단계에 도달하여 매사추세츠주 토박이면서 미국 하원 의장 팁 오닐에 의하여 즉시 백악관으로 초청되었다. 브록은 자신이 비슷한 초청을 받지 않은 것에 무시당한 것으로 보고되었다. 브록은 원래 만약 자신이 초청되었다면 백악관으로 가려고 하지 않았다는 것을 진술하였다. 하지만 숙고 후에 그는 용서가 최고의 방침이었다는 것을 결정하여 대통령과 만나는 데 늦어진 초청을 받아들였다. 브록은 시즌의 말기에 은퇴하여 40세의 나이에 자신의 마지막 시즌에서 .304의 타구 평균을 게시하였다. 시즌의 말기에 그는 "올해의 복귀 선수"로 임명되어 자신의 최종 메이저 리그 시즌에 임명되는 데 첫 선수였다.

## 경력 통계
자신의 19년간 메이저 리그 경력에서 브록은 2616개의 경기에서 활약하여 486개의 2루타, 141개의 3루타, 149개의 홈런, 900개의 타점, 1610개의 득점, 938개의 도루, 761개의 볼넷, .343의 출루율과 .410의 장타율과 더불어 .293의 경력 타구 평균을 위하여 10332개의 타수에서 3023개의 안타를 축적하였다. 그는 .959의 경력 수비율과 함께 자신의 경력을 끝냈다.
브록은 1982년 130개와 함께 리키 헨더슨에 의하여 깨질때까지 118개와 함께 싱글 시즌의 도루 기록을 보유하였다. 그는 또한 1991년 헨더슨에 의하여 깨질 때까지 938개와 함께 뎡력 도루를 위하여 메이저 리그 기록을 보유하였다. 그는 8번이나 기록을 위하여 도루에서 내셔널 리그를 이끌었고, 또한 50개 혹은 이상의 도루와 함께 12개의 연속적 시즌 기록을 가졌다. 브록은 아직도 경력 돌에서 내셔널 리그의 지도 선수이다.
브록의 .391 월드 시리즈 타구 평균은 20개 이상의 시리즈 경기를 활약한 아무 선수를 위하여 최고이다. 월드 시리즈 활약에서 그의 14개의 도루들은 아직도 시리즈 기록이다. 1968년 월드 시리즈에서 브록의 13개 안타는 자신의 카디널스 팀을 상대로 1964년 보비 리처드슨에 의하여 이전적으로 만들어진 싱글 시즌 기록을 동점 매겨 차례로 후에 1986년 마티 배럿에 의하여 동점이 매겨졌다.

## 수상, 영예와 이후의 생애

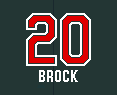
1979년 세인트루이스 카디널스에 의하여 영구 결번된 브록의 등번호 20

브록은 자신의 선수 경력 동안 다수의 상을 수상하였다. 1968년 1월 그는 1967년 월드 시리즈에서 두드러진 선수로서 베이브 루스 상의 수상자로 임명되었다. 브록은 1974년 스포팅 뉴스 "올해의 선수" 상과 영예를 얻었다. 1974년 시즌 동안 자신의 기록을 세운 118개의 도루의 이후, 브록은 필드의 안팎 둘다에서 야구의 경기를 최고로 예시한 것으로 로베르토 클레멘테 상의 수상자로 임명되었다. 1977년 그는 루 게릭의 능력과 성격을 최고로 예시한 선수로서 루 게릭 기념상을 수상하였다. 1978년 내셔널 리그는 그 한해의 도루 지도 선수가 루 브록 상을 받을 것을 공고하여 브록을 그의 이름을 딴 상을 가지는 데 첫 활동적 선수로 만들었다.
1979년 10월 브록은 내셔널 리그의 "올해의 복귀 선수"로 임명되었다. 그해 12월 그는 프레드 허친슨의 투지와 경쟁적 욕망을 최고로 예시하는 선수에게 주어진 허치 상의 수상자로 임명되었다. 또한 그해 9월 9일 일요일 세인트루이스 카디널스는 이전에 다른 3명 만의 카디널스 선수들 - 스탠 뮤지얼, 디지 딘과 밥 깁슨에 수여된 영예로 브록의 등번호 20을 영구 결번시켰다. 1983년 그는 루이지애나주 스포츠 명예의 전당으로 헌액되었다. 2014년 카디널스는 22명의 전 선수들과 인원과 더불어 브록을 그해 개회식을 위한 세인트루이스 카디널스 명예의 전당으로 헌액되는 데 공고하였다.
브록은 1985년 미국 야구 명예의 전당으로 헌액되었다. 그는 1992년 미주리주 스포츠 명예의 전당으로 헌액되었다. 브록은 1994년 5월 세인트루이스 명예의 거리, 그리고 이듬해 아칸소주 스포츠 명예의 전당으로 헌액되었다. 1999년 그는 100명의 거대한 야구 선수들의 스포팅 뉴스 명단에 58위로 왔으며 메이저 리그 베이스볼 올센추리 팀의 결승자로 지명되었다.
야구로부터 은퇴한 후, 브록은 사업가, 특히 세인트루이스 지역에서 꽃장수로서 번영하였다. 그는 1980년 ABC에 〈월요일 밤 야구〉를 위하여, 그리고 이듬해 시카고 화이트삭스 텔레비전 방송을 위한 스포츠 해설가로서 잠시 일하였다. 그가 필드로 걸어들어갔을 때 그는 항상 "Loooouuuuuuuuuuuu"라는 소리가 크고, 저음의 응원에 의하여 인사를 받았다. 그는 또한 중앙 홀로 후퇴하는 대신 소나기가 내린 동안 경기에서 씌여질 소형의 우산 같이 모양이 잡힌 유일한 비 모자에 자신의 이름을 제공하였다. 제품은 "Brockabrella"로 불리었다.
1980년대와 1990년대 동안 브록은 카디널스 (1982년), 미네소타 트윈스 (1987년), 로스앤젤레스 다저스 (1988년)과 몬트리올 엑스포스 (1993년)를 포함한 다양한 메이저 리그 베이스볼 팀들과 봄 훈련 주루 강사였다. 그 4개의 팀들 중에 첫 3개의 팀이 월드 시리즈를 우승하였다.

## 개인 생활
브록과 그의 부인 재키 여사는 둘다 세인트루이스에 있는 풍족한 삶 친교 교회에서 지낸 안수 목사들이었으며 그는 YTB 인터내셔널의 이사회 이사였다. 브록의 속력은 첨단 "재즈랩" 힙합 앙상블 어 트라이브 콜드 퀘스트에 의하여 발표된 노래 "Check the Rhime"에서 참조되었다. 2006년 12월 5일 그는 자신이 보비 브래건 청소년 재단의 일생 성취상을 받았을 때 필드 안팎에서 자신의 성취들로 인정되었다. 브록은 전 서던캘리포니아 대학교 트로얀과 NFL 미식축구 선수 루 브록 주니어의 부친이었다.

### 건강과 사망
2015년 10월 당뇨병 상태로 관련된 감염증 때문에 브록의 왼쪽 다리는 무릎 아래 절단되었다.
2017년 4월 13일 브록은 자신이 골수의 형질 세포에서 시작되는 혈암으로 다발성 골수종과 진단되었다는 것을 공고하였다. 그해 7월 28일 브록과 그의 부인은 머시 병원의 의사들로부터 자신들의 피 검사에 의하면 암세포가 사라졌다는 말을 받았다고 말했다. 그는 "우리는 그것이 25% 사라지고, 그러고나서 50%, 그러고나서 75%가 사라졌다는 보고들을 받았다."면서 "의사들은 절대적이었다. 거기에 암은 없었다."라고 말했다.
2020년 9월 6일 미주리주 세인트찰스에서 81세의 나이로 사망하였다.